# Xarxa elèctrica intel·ligent
Xarxa elèctrica intel·ligent és una xarxa elèctrica que inclou un seguit de mesures d'energia i de gestió amb dispositius tals com comptadors intel·ligents, electrodomèstics intel·ligents i fonts d'energies renovables. En una xarxa elèctrica intel·ligent és molt important la capacitat de controlar la producció i distribució de l'energia. És una tecnologia útil areu, però indispensable per a la gestió de microxarxes locals estables.

## Característiques
- Fiabilitat : en front a avaries de subministrament.
- Flexibilitat : alhora de canvis de la topologia de la instal·lació.
- Eficiència : energètica en finció de diveros paràmetres.
- Balancejat de càrregues : per a evitar la sobrecàrrega de consum.
- Anivellat de pics de consum : amb una aplicació de diferents tarifes en funció de diversos paràmetres.
- Sostenibilitat : combinant diferents tipus d'energia menya contaminant.
- Mercat obert : a major nombre d'operadores de distribució d'energia.
- Plataforma de serveis afegits : que permet afegir funcionalitats diverses.
- Seguretat : mitjançant la supervisió del consum del aparells més perillosos (forns, estufes...)